# Episinus unitus
Episinus unitus är en spindelart som beskrevs av Claude Lévi 1964. Episinus unitus ingår i släktet Episinus och familjen klotspindlar. Inga underarter finns listade i Catalogue of Life.